# Ананьевский
Ананьевский — хутор в составе Михайловского сельского поселения Северского района Краснодарского края Российской Федерации.

## География
Ананьевский расположен на реке Сухой Аушедз, на северном берегу Крюковского водохранилища.
Улицы
- пер. Ровный,
- ул. Будённого,
- ул. Заречная,
- ул. Красная,
- ул. Партизанская,
- ул. Свердлова,
- ул. Центральная.

## Население
| 2002 | 2010 |
| ---- | ---- |
| 347  | ↘325 |